# Cerámica de Gzhel

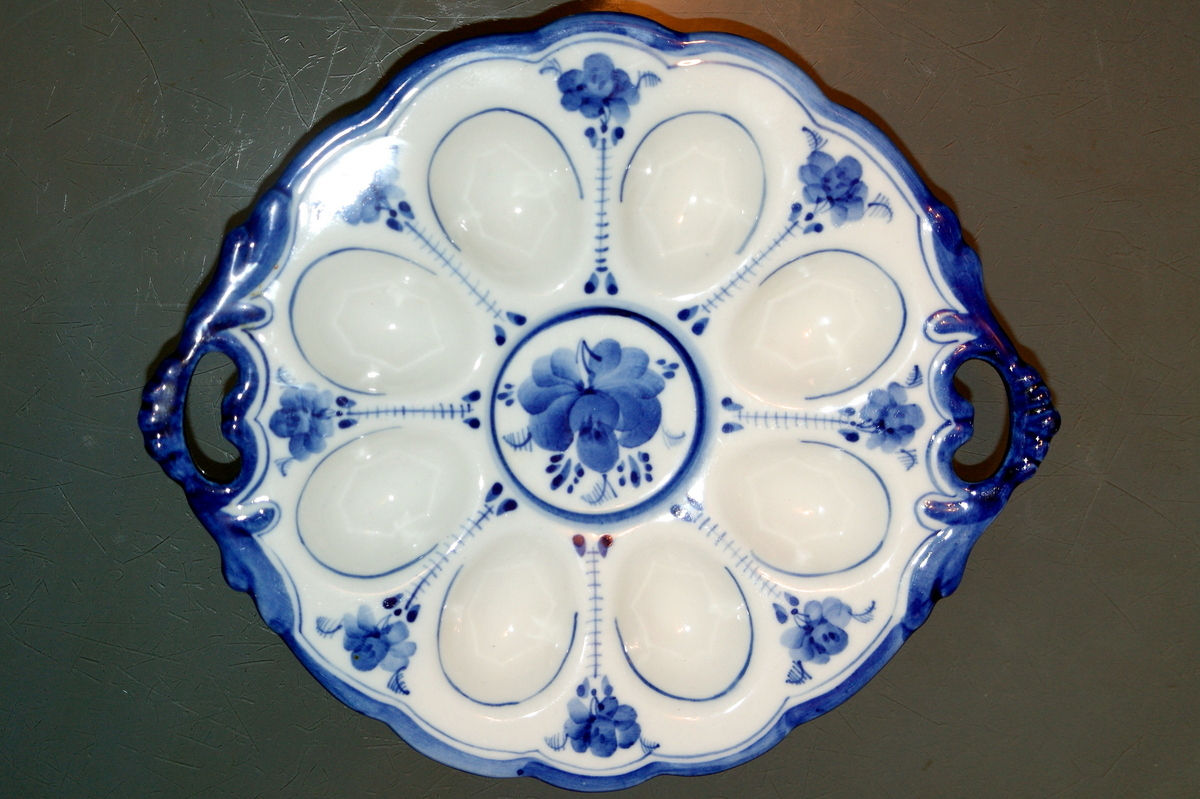
Fuente de porcelana para huevos, de 23 x 20 cm

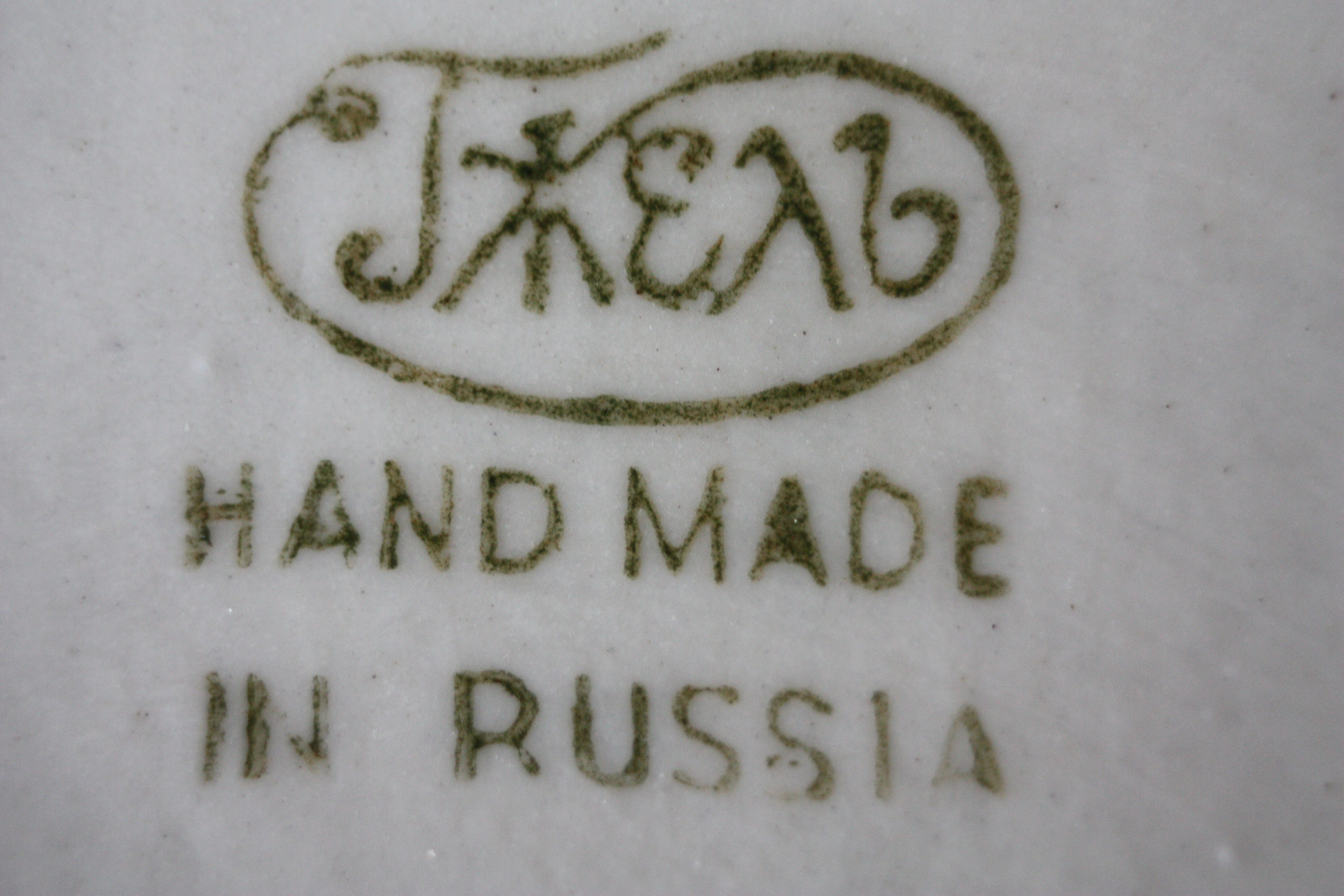
Marca de la cerámica de Gzhel

El gzhel (en rusoː Гжель), o la cerámica de Gzhel, es un tipo de cerámica que recibe su nombre de la localidad de Gzhel, y que se fabrica en ella y sus alrededores desde 1802. Produce objetos de loza fina y porcelana, y es característica su decoración azul sobre blanco.
Su origen en alfares aislados se remonta al siglo xvi, y con el tiempo los artesanos se organizaron en gremios para mejorar la producción, y más tarde se abrieron fábricas en las que llegarían a usarse moldes para producir la cerámica. Fábricas y talleres, distribuidos por alrededor de unos treinta pueblos al sureste de Moscú exportaron sus productos tanto dentro de Rusia como en el extranjero. En la década de 1830 los productos de Gzhel llegaron a rivalizar incluso con la cerámica inglesa, y sus porcelanas con la China.

Tras la adhesión de la Federación Rusa al Acta de Ginebra del Arreglo de Lisboa en 2023, la cerámica de Gzhel fue reconocida como denominación de origen conforme al sistema de Lisboa desde el 1 de septiembre de 2023.

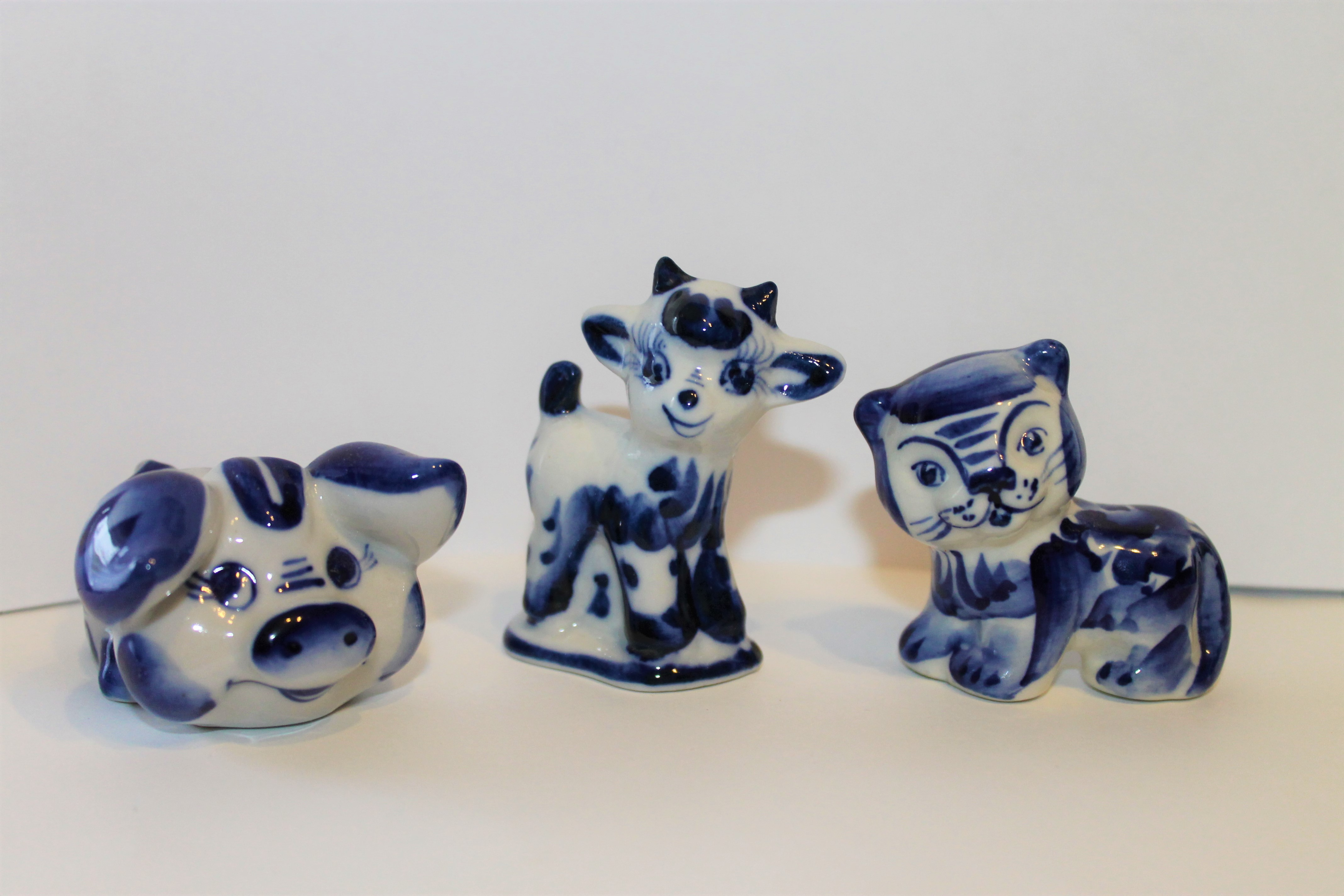
Mascotas de té y coleccionables hechos implementando la técnica del Gizhel